# 豊田城 (大和国)
豊田城（とよだじょう）は、奈良県天理市にあった中世の日本の城（山城）。

## 概要
天理市の現・天理教迎賓館の裏山に城跡が位置する。室町時代に付近に勢力を張った興福寺大乗院方の衆徒・豊田氏が居城とした。奈良県の城としては空堀が最も発達しており、二つの郭群を複雑な横堀が囲むほか、尾根の奥にも横堀がある。
室町時代中期に豊田頼英が台頭、明応年間まで豊田氏は越智氏・古市氏に属していたが敗れて没落し、筒井氏に属するようになった。永禄11年10月15日（1568年11月14日）に松永久秀に攻められ落城し、その後は松永方の支城となった。